# عزلة مدينة حجة (حجة)

تعديل مصدري - تعديل

عزلة مدينة حجة هي إحدى عزل مديرية مدينة حجة في محافظة حجة اليمنية ويبلغ تعداد سكانها 34136 نسمة حسب التعداد السكاني في اليمن لعام 2004.

## روابط خارجية
- الجهاز المركزي للإحصاء بالجمهورية اليمنية
- المركز الوطني للمعلومات باليمن
- World Gazetteer:Yemen
- الدليل الشامل